# 쉐리 J. 윌슨

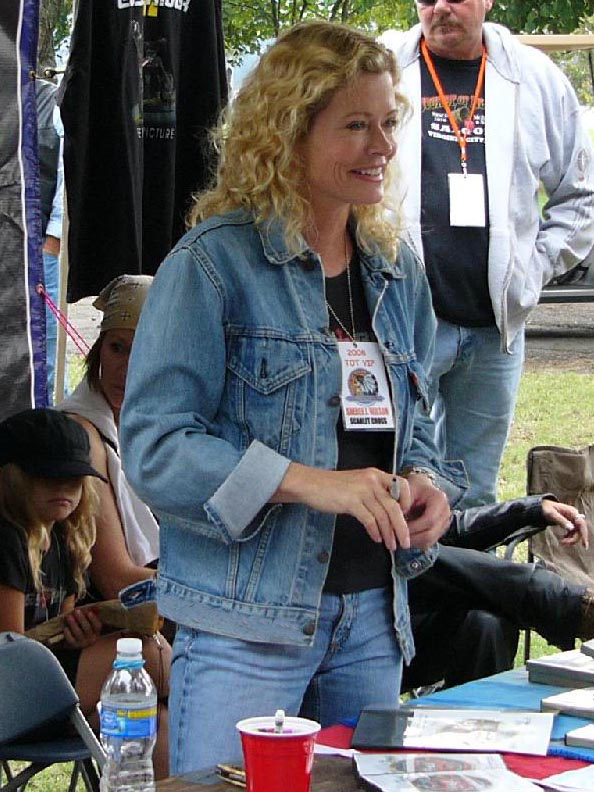

셔리 J. 윌슨(Sheree J. Wilson, 1958년 12월 12일 ~ )는 미국의 배우, 모델, 제작자이다.
로체스터에서 태어났다.

## 출연 작품
- Christmas Belle (2013)
- 이지 라이더: 더 라이드 백 (2013년) - 셰인 윌러엄스 역
- 어 컨트리 크리스마스 (2013, A Country Christmas)
- 컨택트 킬 좀비 (2013년) - 모나 워커 역
- 더 건다운 (2011년) - 세라 모건 역
- 킬링 다운 (2006년) - 레이철 역
- 시티 레인져 3 (1994년)
- 블랙 라이온 (1993년)
- 시티 레인져 (1993년)
- 팜스프링스의 청춘 (1985년)
- 크라임웨이브 (1985년)

### 텔레비전
- 댈러스 (1986-91)